# Rally Rías Bajas de 1968
El Rally Rías Bajas de 1968, oficialmente 6º. Rally a las Rías Bajas, fue la sexta edición y la décima cita de la temporada 1968 del Campeonato de España de Rally. Se celebró del 16 al 18 de agosto y contó con un itinerario de 840 km cronometrados dividido en cuatro etapas y trece pruebas complementarias. Contó con ciento trece equipos inscritos y numerosa participación extranjera, principalmente portugueses e italianos.

## Recorrido
| Etapa | Recorrido |
| ----- | --- |
| 1     | Vigo, Nigrán, Porriño, Tuy, Gondomar, Bayona, La Guardia, Tomiño, Tuy, Porriño, Vigo                                                                |
| 2     | Vigo, Porriño, Salceda, Salvatierra, Puenteareas, Las Nieves, Arbo, Filgueira, La Cañiza, Puenteareas, Porriño, Redondela, Amoedo                   |
| 3     | Moscoso, Fornelos, Puente Caldelas, Sotomayor, Arcade, Vilaboa, Maoña, Marín, Pontevedra, Cercedo, La Estrada, Silleda, Lalín, Acibeiro, Cachafeiro |
| 4     | Cachafeiro, Cercedo, Pontevedra, Cotorredondo, Neira, Moaña, Vilaboa, Redondela, Mos, Porriño, Vigo                                                 |

## Clasificación final
| Pos. | Piloto                     | Copiloto             | Automóvil                  | Tiempo  | Diferencia |
| ---- | -------------------------- | -------------------- | -------------------------- | ------- | ---------- |
| 1.   | Juan Fernández García      | Artemio Eche         | Porsche 911 S              | 1:01:01 | 0.0        |
| 2.   | Francisco Ramãozinho       | José Bernardo        | Morris Mini Cooper 1300    | 1:03:38 | +2:37      |
| 3.   | Roberto Angiolini          | Renata Angiolini     | Lancia Fulvia 1.3 Coupé HF | 1:04:14 | +3:13      |
| 4.   | Juan C. González "Culebra" | José Otero           | Renault 8 Gordini          | 1:06:20 | +5:18      |
| 5.   | Manuel Juncosa             | Álvarez              | Fiat Abarth 1300 OT        | 1:07:49 | +6:47      |
| 6.   | José del Río               | Manuel Sanjurjo      | Renault 8 Gordini          | 1:09:39 | +8:38      |
| 7.   | José M. Moreno             | Alberto Moreno       | SEAT 850 Coupé             | 1:12:12 | +11:10     |
| 8.   | Jorge Spratley             | Manuel Spratley      | Morris                     | 1:13:12 | +12:10     |
| 9.   | João Alfredo Leal          | Almería              | Morris                     | 1:13:54 | +12:52     |
| 10.  | José Bernardino Lampreia   | Fernando Carpinteiro | Renault 8 Gordini          | 1:14:49 | +13:47     |